# Hauketo (stacja kolejowa)
Hauketo – stacja kolejowa w Hauketo, w regionie Oslo w Norwegii, jest oddalony od Oslo Sentralstasjon o 8,68 km. Leży na wysokości 63,7 m n.p.m.

## Ruch pasażerski
Należy do linii Østfoldbanen. Jest elementem - kolei aglomeracyjnej w Oslo - w systemie SKM ma numer 500. Obsługuje lokalny ruch między Oslo Sentralstasjon i Ski. Pociągi odjeżdżają co pół godziny; część pociągów w godzinach poza szczytem nie zatrzymuje się na wszystkich stacjach. 

## Obsługa pasażerów
Wiata, automat biletowy parking na 106 miejsc, parking rowerowy., automat z żywnością, przystanek autobusowy, postój taksówek, telefon publiczny. Odprawa podróżnych odbywa się w pociągu.